# Styl Adamów

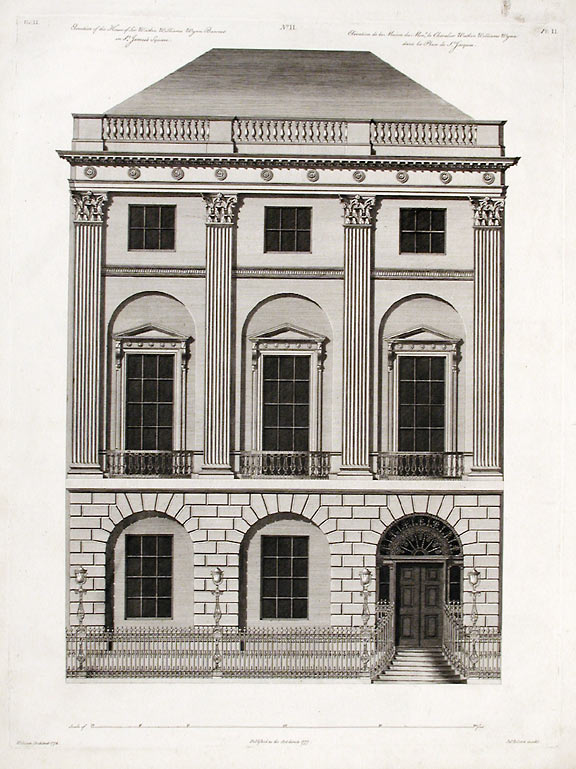
J. i R. Adam, projekt elewacji pałacu Williamsa w Londynie

Styl Adamów – odmiana klasycyzmu wprowadzona w Anglii w drugiej połowie XVIII i początku XIX wieku przez architekta Roberta Adama współpracującego z braćmi: Jamesem, Johnem i Williamem. Cechą charakterystyczną stylu Adamów była lekkość pomysłowe zaplanowanie i elegancja osiągana przez jasną kolorystykę, zastosowanie stiuków, malowideł ściennych wzorowanych na malarstwie pompejańskim, pilastrów oraz medalionów zdobionych figuralnie, ornamentów roślinnych i palmet a także wysoko umieszczonych luster.
Bracia zajmowali się projektowaniem budowli wraz z całym wystrojem i wyposażeniem wnętrz. Zmiany stylistyczne dotyczyły więc meblarstwa, wyglądu kominków, dywanów, żyrandoli i innych elementów wyposażenia.
Sprzęty projektowali i wykonywali im m.in. Chippendale, Linnell, Hepplewhite, Sheraton.
Ich dziełem są miejskie i wiejskie rezydencje arystokracji londyńskiej, budynki publiczne (uniwersytet w Edynburgu). Najbardziej wpływowe realizacje Roberta Adama to te z Syon, Osterley, Kenwood, Kedleston, Newby i Soltram. Styl Adamów został rozpowszechniony w Stanach Zjednoczonych oraz w Europie.